# Campeonato Etíope de Futebol
A Etiópia Premier League é a principal divisão de futebol da Etiópia . Regulado pela Federação Etíope de Futebol , foi criado em 1997, substituindo a antiga primeira divisão (est.1944). Contestado por dezesseis clubes, opera em um sistema de promoção e rebaixamento com as outras ligas secundárias e terciárias na Etiópia. A liga tem sido uma competição anual desde a temporada (1997-98), com o Saint George SC emergindo como o principal clube do país nesta época, com 29 títulos da primeira divisão no geral. 

## Ethiopian Premier League Clubes - 2014/15
- Adama City (aka Adama Ketema)
- Arba Minch City (aka Arba Minch Ketema)
- Awassa City (aka Awassa Ketema)
- CBE SA (aka Ethiopia Nigd Bank) (Addis Abeba)
- Dashen Beer (aka Dashin Birra)
- Dedebit (Addis Abeba)
- Defence (aka Mekelakeya) (Addis Abeba)
- EEPCO (aka Mebrat Hayl) (Addis Abeba)
- Ethiopian Coffee (aka Ethiopiawi Bunna) (Addis Abeba)
- Muger Cement (aka Muger Cemento) (Oromiya)
- Saint-George SA (aka Kedus Giorgis) (Addis Abeba)
- Sidama Coffee (aka Sidama Bunna) (Awassa)
- Welayta Dicha
- Woldia

## Historia
Começo
A primeira versão oficialmente reconhecida de uma liga de futebol etíope foi estabelecida em 1944. Originalmente, cinco equipes representando as várias comunidades de Addis Ababa e a Missão Militar Britânica na Etiópia (BMME) disputaram o título que foi ganho pela BMME. [2] A Taça da Etiópia foi adicionada no ano seguinte e tem sido contestada regularmente desde que com exceção de alguns anos de intervalo. [3]
Os primeiros anos do futebol da divisão principal da Etiópia foram dominados em grande parte pela Mechal (atual Defence Force SC ). O clube ganhou 6 títulos ao longo dos anos 40 e 50. Saint George SC teve algum domínio no final dos anos 60, após o qual a liga passou por um período de relativa paridade nos anos 70 e 80. A liga sofreu mudanças na década de 1990, culminando na fundação da (Premier League Etíope) em 1997  pela Federação Etíope de Futebol (EFF) e as equipes que compunham a divisão superior do futebol etíope.

## Campeões
| Ano     | Clube           | #    |
| ------- | --------------- | ---- |
| 1944    | BMME            | (1)  |
| 1945-47 | não jogado      | (X)  |
| 1948    | Baher           | (1)  |
| 1949    | Defence Force   | (1)  |
| 1950    | Saint-George SA | (1)  |
| 1951    | Defence Force   | (2)  |
| 1952    | Defence Force   | (3)  |
| 1953    | Defence Force   | (4)  |
| 1954    | Defence Force   | (5)  |
| 1955    | Asmara FC       | (1)  |
| 1956    | Defence Force   | (6)  |
| 1957    | Asmara FC       | (2)  |
| 1958    | Embassoria      | (1)  |
| 1959    | Tele SC         | (1)  |
| 1960    | Cotton Factory  | (1)  |
| 1961    | Ethio-Cement    | (1)  |
| 1962    | Cotton Factory  | (2)  |
| 1963    | Cotton Factory  | (3)  |
| 1964    | Ethio-Cement    | (2)  |
| 1965    | Cotton Factory  | (4)  |
| 1966    | Saint-George SA | (2)  |
| 1967    | Saint-George SA | (3)  |
| 1968    | Saint-George SA | (4)  |
| 1969    | Tele SC         | (2)  |
| 1970    | Tele SC         | (3)  |
| 1971    | Saint-George SA | (5)  |
| 1972    | Asmara FC       | (3)  |
| 1973    | Asmara FC       | (4)  |
| 1974    | Embassoria      | (2)  |
| 1975    | Saint-George SA | (6)  |
| 1976    | Defence Force   | (7)  |
| 1977    | Medr Babur      | (1)  |
| 1978    | Ogaden Anbassa  | (1)  |
| 1979    | Omedla          | (1)  |
| 1980    | Tegl Fre        | (1)  |
| 1981    | Ermejachen      | (1)  |
| 1982    | Defence Force   | (8)  |
| 1983    | Cotton Factory  | (5)  |
| 1984    | Defence Force   | (9)  |
| 1985    | Saint-George SA | (7)  |
| 1986    | Saint-George SA | (8)  |
| 1987    | Saint-George SA | (9)  |
| 1988    | Defence Force   | (10) |
| 1989    | Defence Force   | (11) |
| 1990    | Saint-George SA | (10) |
| 1991    | Saint-George SA | (11) |
| 1992    | Saint-George SA | (12) |
| 1993    | EEPCO           | (1)  |
| 1994    | Saint-George SA | (13) |
| 1995    | Saint-George SA | (14) |
| 1996    | Saint-George SA | (15) |
| 1997    | Coffe FC Eth.   | (1)  |
| 1998    | EEPCO           | (2)  |
| 1999    | Saint-George SA | (16) |
| 2000    | Saint-George SA | (17) |
| 2001    | EEPCO           | (3)  |
| 2002    | Saint-George SA | (18) |
| 2003    | Saint-George SA | (19) |
| 2004    | Hawassa City    | (1)  |
| 2005    | Saint-George SA | (20) |
| 2006    | Saint-George SA | (21) |
| 2007    | Hawassa City    | (2)  |
| 2008    | Saint-George SA | (22) |
| 2009    | Saint-George SA | (23) |
| 2010    | Saint-George SA | (24) |
| 2011    | Coffe FC Eth.   | (2)  |
| 2012    | Saint-George SA | (25) |
| 2013    | Dedebit         | (1)  |
| 2014    | Saint-George SA | (26) |
| 2015    | Saint-George SA | (27) |
| 2016    | Saint-George SA | (28) |
| 2017    | Saint-George SA | (29) |
| 2018    | Jimma Aba Jifar | (1)  |

## Performance dos Clubes
| Clubes                      | Cidade       | Títulos |
| --------------------------- | ------------ | ------- |
| Saint-George SA             | Addis Abeba  | 29      |
| Defence Force               | Addis Abeba  | 11      |
| Cotton Factory              | Dire Dawa    | 5       |
| Asmara FC ,agora na Eritrea | Asmara       | 4       |
| EEPCO                       | Addis Ababa  | 3       |
| Tele SC, agora na Eritrea   | Asmara       | 3       |
| Café Etíope SC              | Addis Abeba  | 2       |
| Embassoria                  | Mereb Milash | 2       |
| Ethio-Cement                | Dire Dawa    | 2       |
| Hawassa City SC             | Awasa        | 2       |
| BMME                        | Addis Abeba  | 1       |
| Dedebit                     | Mek'ele      | 1       |
| Ermejachen                  | Addis Abeba  | 1       |
| Baher                       | Addis Abeba  | 1       |
| Medr Babur                  | Dire Dawa    | 1       |
| Ogaden Anbassa              | Harar        | 1       |
| Omedla                      | Addis Abeba  | 1       |
| Tegl Fre                    | Addis Abeba  | 1       |
| Jimma Aba Jifar FC          | Jima         | 1       |

## Participação na CAF Champions League
| Clubes             | N° | ano |
| ------------------ | -- | --- |
| Jimma Aba Jifar FC | 1  | 2018-19 |
| Saint George       | 24 | 1967,1968, 1969, 1972, 1976, 1986, 1991, 1992, 1993, 1996, 1997, 2000, 2001, 2003, 2004, 2006, 2007, 2010, 2011, 2013, 2015, 2016, 2017, 2018 |
| Dedebit            | 1  | 2014 |
| Ethiopian Coffee   | 2  | 1998, 2012 |
| Awassa City        | 2  | 2005, 2008 |
| EEPCO FC           | 3  | 1994, 1999, 2002 |
| Defence Force      | 2  | 1977, 1985 |
| Ogaden Anbassa     | 1  | 1979 |
| Medr Babur         | 1  | 1978 |
| Embassoria         | 1  | 1975 |
| Tele SC            | 4  | 1970, 1971, 1973, 1974 |
| Cotton Factory     | 1  | 1964 |
| Ethio-Cement       | 1  | 1965 66 |

## Artilheiros
| Ano     |                   | Artilheiros                | Time                    | Gols |
| 2001/02 | Etiópia           | Yordanos Abay              | EEPCO                   | 20   |
| 2004/05 |                   | Medhne Tadesse             | Trans Ethiopia          | 19   |
| 2005/06 | Etiópia           | Tafesse Tesfaye            | Ethiopian Coffee        |      |
| 2006/07 | Etiópia           | Tafesse Tesfaye            | Ethiopian Coffee        |      |
| 2007/08 | Etiópia           | Saladin Said               | Saint-George SA         | 21   |
| 2010/11 | Etiópia · Etiópia | Adane Girma Getaneh Kebede | Saint-George SA Dedebit | 20   |
| 2011/12 | Etiópia           | Adane Girma                | Saint-George SA         | 23   |